# Stichopogon deserti
Stichopogon deserti là một loài ruồi trong họ Asilidae. Stichopogon deserti được Theodor miêu tả năm 1980. Loài này phân bố ở vùng Cổ Bắc giới và châu Á.